# Yamila Díaz-Rahi
Yamila Díaz-Rahi (Buenos Aires, 9 de março de 1976) é uma modelo argentina. Entre capas e editoriais já fotografou para revistas como Sports Illustrated Swimsuit Issue, GQ, Glamour, Maxim e Elle, além de fazer parte do seleto casting de angels da grife de lingerie Victoria's Secret.